# 五式木製大護衛艇
五式木製大護衛艇（ごしきもくせいだいごえいてい）は、大日本帝国陸軍が運用した護衛艇。
小輸送艇の掩護を目的とした。

## 登場作品
ゲーム
『War Thunder』
コンバットフライトシミュレーターゲーム。プレイヤーの操縦機体として登場する。